# Uroptychus valdiviae
Uroptychus valdiviae is een tienpotigensoort uit de familie van de Chirostylidae. De wetenschappelijke naam van de soort is voor het eerst geldig gepubliceerd in 1913 door Balss.